# بايبر (غواصة)
بايبر (كلمة ألمانية تعني "قندس ") غواصة قزمية ألمانية في الحرب العالمية الثانية. مسلحة بطوربيدين مركبين خارجيًا من عيار 53 سنتيمتر (21 بوصة) أو ألغام بحرية، كانت تهدف إلى مهاجمة السفن الساحلية. كانت أصغر الغواصات في كريغسمارينه.
تم تطوير بايبر على عجل للمساعدة في مواجهة خطر غزو الحلفاء لأوروبا. وقد نتج عن ذلك عيوب فنية أساسية، إلى جانب التدريب غير الكافي لمشغليها، مما يعني أنها لم تشكل أبدًا تهديدًا حقيقيًا لسفن شحن الحلفاء، على الرغم من تسليم 324 غواصة منها. أحد النجاحات القليلة التي حققتها الفئة كان إغراق سفينة الشحن Alan A. Dale.
تم حفظ العديد منها في المتاحف، وتم تشغيل نموذج واحد منها.

## تطوير
بدأ إنشاء النموذج الأولي في فبراير 1944 وتم الانتهاء منه في أقل من 6 أسابيع. تأثر النموذج الأولي، الذي يحمل أسم Bunteboot رسميًا (المعروف باسم آدم)، بالغواصة البريطانية ويلمان. اختلف عن التصميم النهائي في عدد من النواحي انه أقصر بحوالي 2 متر. بعد اختباره على نهر Trave في 29 مايو، تم طلب أربع وعشرين قطعة من الغواصة.

## التصميم
تم بناء الهيكل من ثلاثة أقسام مكونة من 3 مليمتر (0.12 بوصة) من الصلب السميك مع برج تحكم من سبائك الألومنيوم يسحب إلى الأعلى. احتوى البرج على نوافذ زجاجية مدرعة للسماح للطيار برؤية المكان من حوله.
يمكن أن تكون الغواصة مسلحة إما ببطوربيدين TIIIc أو الالغام أو الجمع بين الاثنين. تم وضع الطوربيدات أو الألغام في مخابئ شبه دائرية على جانب الهيكل. وقد أدى ذلك إلى تقليل العرض الكلي للغواصة أثناء تحميلها، مما يجعل النقل البري أكثر سهولة كما قلل من السحب في الماء، ولكن على حساب إضعاف الهيكل.
عملت بمحرك بنزين يولد 32 حصان (24 كـو) (على السطح) والذي تم استخدامه على الرغم من المخاوف بشأن المخاطر التي يمثلها أول أكسيد الكربون الذي يطلقه المحرك. كان للمحرك ميزة كونه رخيص ومتاح بأعداد كبيرة. أما الدفع أثناء الغوص فكان بواسطة بواسطة محرك كهربائي يولد 13 حصان (9.7 كـو) تم توفيره بواسطة ثلاثة أحواض للبطارية من النوع T13 T210. 

## عملية

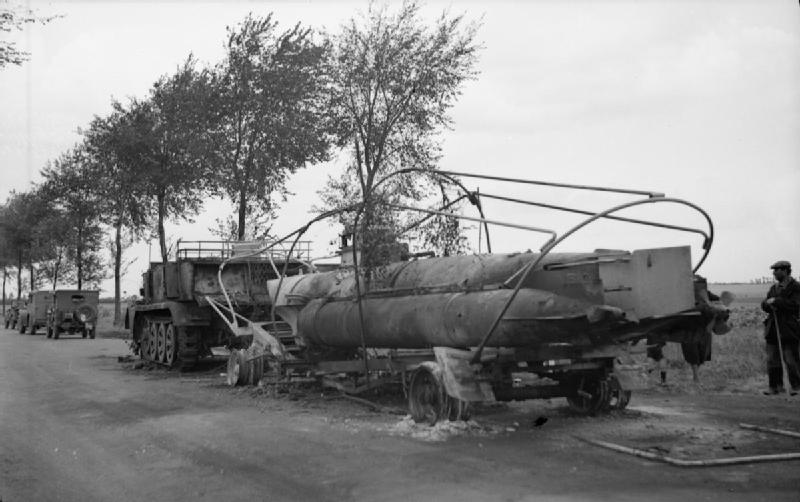
غواصة بيبير استولى عليها الجيش البريطاني بالقرب من أراس، فرنسا، بعد أن هجره الألمان المنسحبون (1944)

تم تنفيذ عمليات بيبير تحت مظلة كيه-فيرباند،  وهي وحدة بحرية ألمانية تدير مزيجًا من الغواصات الفزمية والقوارب السريعة المتفجرة. كان من المقرر أصلاً أن يستغرق تدريب مشغلي بيبير ثمانية أسابيع، لكن المجموعة الأولى من المشغليين تم اختصار تدريبها بثلاثة أسابيع فقط. كما دعا التخطيط إلى إنشاء أساطيل تضم 30 غواصة.
استمرت العمليات عمومًا من يوم إلى يومين مع مشغليين إما باستخدام عقار D-IX للبقاء مستيقظين في للقيام بمهام أطول أو على الشوكولاته التي تحتوي على الكافيين. سوء نوعية الناظور للغواصة أستدعى الغواصة لتنفيذ الهجمات الليلية على السطح.

### ميناء Fécamp
تم إطلاق أول عملية لغواصات بيبير في 30 أغسطس 1944 منطلقة من ميناء فيكامب. تم إطلاق 22 غواصة ولكن لم يتمكن سوى أربعة عشر غواصة من مغادرة الميناء، ولم يتمكن سوى 14 غواصة من الوصول إلى منطقة عملياتهم. ثم تم سحب غواصات بيبير إلى مونشنغلادباخ. 

### العمليات في مصب شيلدت
في ديسمبر 1944، تقرر نشر غواصات بيبير للقيام باعمال ضد حركة المرور إلى أنتويرب في مصب نهر شيلدت. وكان مقر القوة في روتردام مع قواعد أمامية في Poortershaven وهيليفوتسلاوس. وقع الهجوم الأول في ليلة 22/23 من ديسمبر. وشارك ثمانية عشر غواصة في العملية عاد واحد منها فقط. وكانت خسارة الحلفاء الوحيدة الناجمة عن العملية هي إغراق السفينة Alan A. Dale. مزيد من العمليات بين 23 و 25 لم تحقق أي نجاح ولم تنج أي من الغواصات الـ 14 التي تم نشرها. أسفرت العملية التي تمت في ليلة 29/30 من كانون الثاني (يناير) عن إلحاق ضرر (بمعظمها بسبب الجليد) أو فقد معظم الغواصات الباقية. منعت الخسائر بالتزامن قصف سلاح الجو الملكي البريطاني من شن الهجمات في فبراير 1945. ألحق القصف أضرارا بالرافعات المستخدمة لنقل بيبير من وإلى الماء. سمحت التعزيزات باستمرار العمليات حتى أبريل 1945 ولكن لم يتم تحقيق نجاحات واستمر أسطول بيبير في تلقي خسائر كبيرة.  كانت آخر مهمة لبيبر محاولات لزرع الألغام وحدثت في ليلة 26 أبريل. من بين الغواصات الأربعة المشاركة، هرب أحدهم وتعرض ثلاثة لهجمات من طائرات ريببلك بيه-47 الصاعقة، والتي أغرقت اثنين منهم.

### محاولة الهجوم على خليج فوينجا
في يناير 1945 جرت محاولة لشن هجوم على خليج فوينجا في كولا إنليت. كان الأمل إما في مهاجمة واحدة من القوافل التي توقفت للتزود بالوقود والاستيلاء على الذخيرة أو لمهاجمة السفينة الحربية السوفيتية أرخانجيلسك (أتش أم أس رويال سوفيريجن على سبيل الإعارة إلى الاتحاد السوفياتي). الذي حدث لم تكن هناك سفينة حربية ولا قافلة في الميناء وقت الهجوم المخطط له. كانت الخطة تنص على نقل بيبير على نقل غواصات يو داخل نطاق الميناء. انطلقت الغواصات يو-295 ويو-318 ويو-716 من هارستاد في 5 يناير مع تعليق بيبير على متنها. تسببت الاهتزازات الناتجة عن محركات غواصات يو في تسرب في بيبير مما سمح للمياه بالوصول إلى الآلات ونتيجة لذلك تم التخلي عن المهمة.

## مزيد من التطورات
بدأ التخطيط لإصدار نسختين (بيبير II وبيبير III) ولكن بقيت رسومات ولم يتم تنفيذ أي منها. 

## أمثلة على قيد الحياة

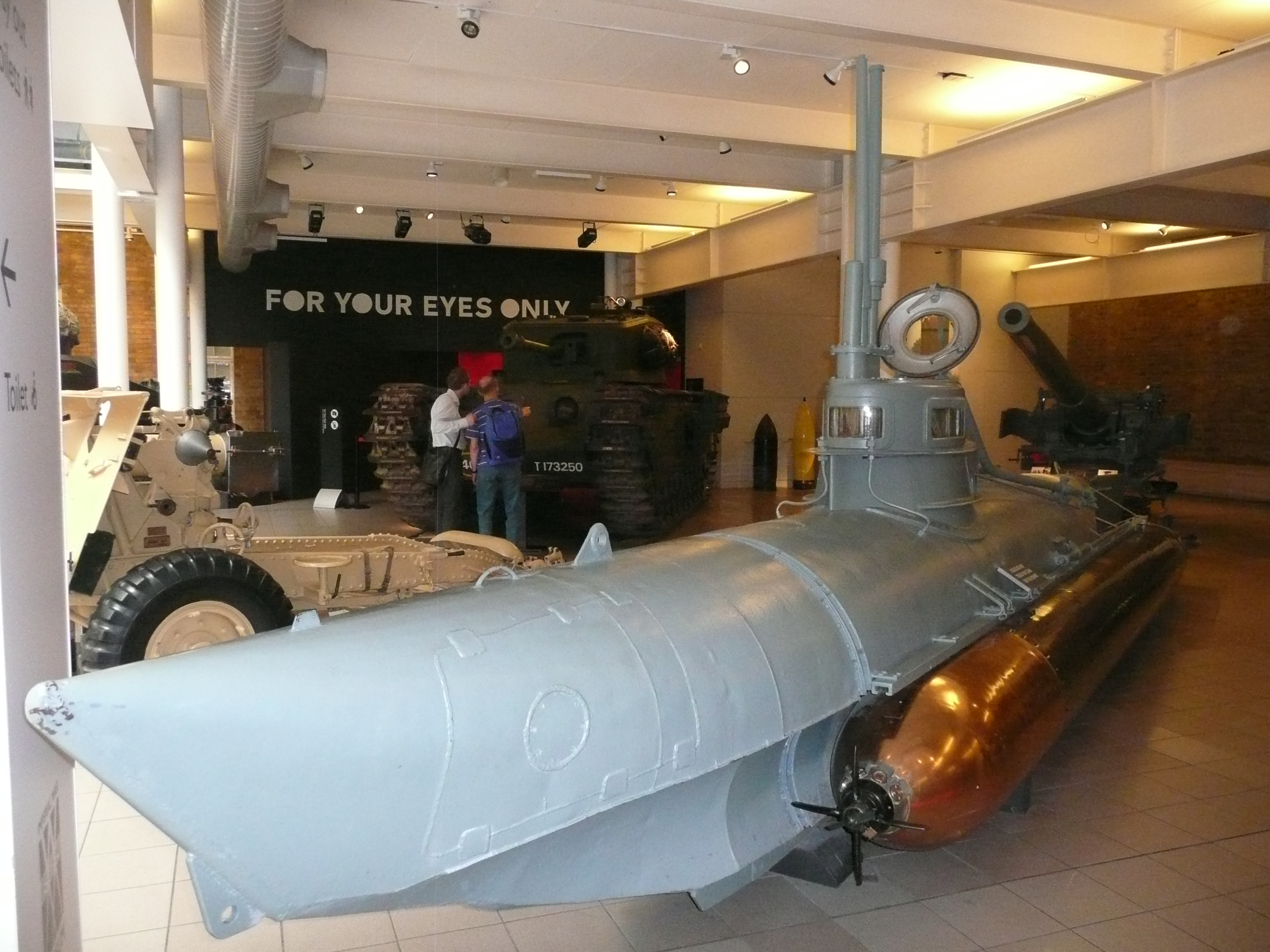
بيبير رقم 90 في متحف الحرب الإمبراطوري (2008)

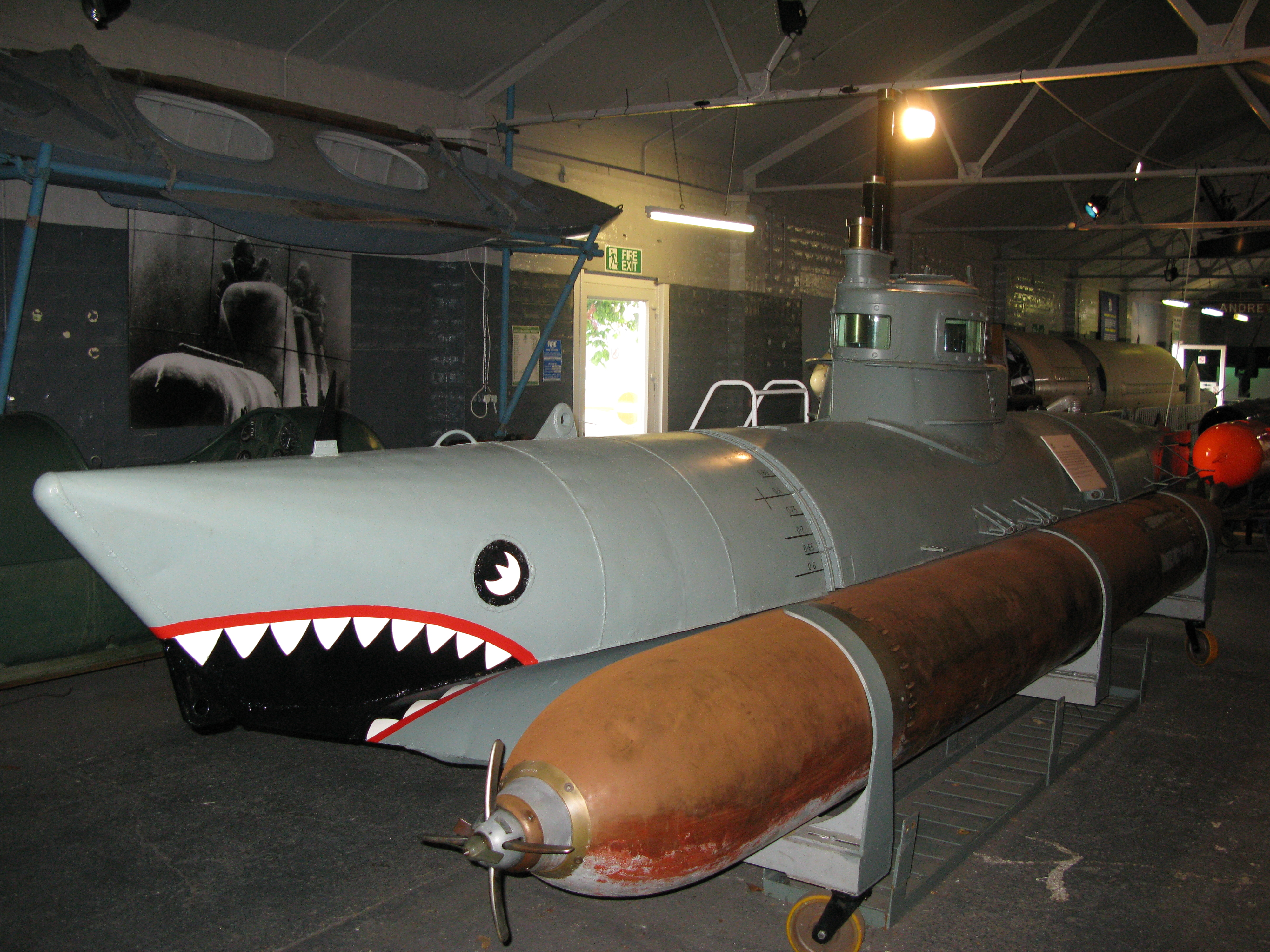
الغواصة رقم 105 مع طوربيد مثبت في متحف غواصات البحرية الملكية.

- بيبير رقم.90

تم عرض هذه الحرفة في متحف الحرب الإمبراطوري في لندن. معروض حاليًا في IWM Duxford. كانت واحدة من ثلاثة غواصات بيبير انطلقت من القناة في هيليفوتسلاوس في أواخر ديسمبر 1944. وقد وجد غارقا 49 ميل (79 كـم) شمال شرق دوفر في 29 ديسمبر 1944، فشل طاقمها في إغلاق نظام عادم المحرك بشكل صحيح وتوفي نتيجة التسمم بأول أكسيد الكربون. سحبته كاسحة الألغام أتش أم أس Ready واجرت البحرية الملكية تجارب عليه. من الغرائب التي اكتشفت أثناء البحث الأولي في الغواصة:
 كانت هناك زجاجة مخبأة تحت المقعد وفي الداخل وثيقة باللغة الإنجليزية، والتي يبدو أنها رومنسية أثناء قراءتها لها بعض التأثير على الإستيلاء على الغواصة، وربما تفسر سبب نهاية قائدها.  
هذا هو كل ما يقوله التقرير حول هذا الاستنتاج، ويبدو أن أي تفاصيل أخرى قد ضاعت. 
تم تحديد اسم قائدها فيما بعد باسم يواكيم لانجسدورف، الذي كان نجل الكابتن هانز لانجسدورف قائد الأميرال جراف شبي.
- بيبير رقم.105

هذه الغواصة موجودة في متحف غواصات البحرية الملكية، جوسبورت. إنها في حالة صالحة للعمل ويعتقد أنها الغواصة الوحيدة العاملة بشكل كامل في الحرب العالمية الثانية. تمت استعادة الغواصة إلى حالة صالحة للعمل من قبل المتدربين من Fleet Support Limited في عام 2003 بتوجيه من إيان كلارك.  تم اختبار الغواصة بنجاح في رصيف جاف غمرته الفيضانات.
- بيبير في Fort aan den Hoek van Holland[الإنجليزية] [18] هوك هولندا

تم اكتشاف هذا المثال في عام 1990 أثناء عمليات التجريف في قناة نيوا فاترفيخ، في هولندا. تم استعادته منذ ذلك الحين.
يمكن رؤية ثلاثة غواصات بيبير أخرى في هولندا. واحد في فليسينجين، في فورت رامكينز، والآخر في متحف أوفرلون الحربي. البيبر الثالث مملوك من القطاع الخاص ويعرض في الهواء الطلق في سلوتن بالقرب من أمستردام، وقد تم تلوينه باللونين الأحمر والأبيض ويعمل كإعلان.
يتم عرض بيبير أخر في المتحف الألماني في ميونيخ،  و Technikmuseum Speyer في شباير وRheinmuseum في إميريش آم راين في ألمانيا. يوجد مثالان في النرويج، أحدهما في المتحف البحري الملكي النرويجي والآخر في قاعدة هاكونسفيرن البحرية. يتم عرض مثال آخر في Blockhaus d'Éperlecques في شمال فرنسا.

### قائمة المراجع
- Kemp، Paul (1999). Midget Submarines of the Second World War. London: Caxton Editions. ISBN:1-84067-521-7.
- Kemp، Paul (1996). Underwater Warriors. London: Arms & Armour Press. ISBN:1-85409-228-6.
- Paterson، Lawrence (2006). Weapons of Desperation: German Frogmen and Midget Submarines of World War II. Barnsley, UK: Chatham Publishing. ISBN:978-1-86176-279-5.
- Rossler، Eberhard (2001). The U-Boat: The Evolution and Technical History of German Submarines. London: Cassell. ISBN:0-304-36120-8.
- Tarrant، V.E. (1994). The Last Year of the Kriegsmarine. London, Melbourne: Arms and Armour Press. ISBN:1-85409-176-X.
- Williamson، Gordon؛ White، John (2001). German Seaman, 1939-45. Botley, UK: Osprey. ISBN:1-84176-327-6.

## روابط خارجية
- موسعة Biber informationite.
- فرقة إنقاذ - تم ترميمه بالكامل
- (رقم.105) من قبل المملكة المتحدة عرض على قناة 4 التلفزيونية في برنامج فرقة الإنقاذ.